# Ward Meachum
Ward Meachum è il nome di un personaggio dei fumetti Marvel Comics. Nelle sue apparizioni a fumetti originali, è raffigurato come il figlio di Harold Meachum e il fratello di Joy Meachum.

## Biografia
Ward Meachum è il figlio di Harold Meachum. Dopo che Iron Fist fu accusato per la morte di Harold (che fu ucciso da un ninja inviato dal Maestro Khan), Ward e sua sorella, Joy Meachum, hanno ingaggiato cattivi per ucciderlo.
Ward assunse per la prima volta Serpente d'acciaio per vendicarsi di Iron Fist. A causa delle connessioni criminali di Ward, Serpente d'acciaio dichiarò che non poteva lavorare per lui. Dopo aver picchiato le guardie del corpo di Ward e aver lasciato Ward vivo, Serpente D'acciaio ha spiegato che il suo debito con Joy era stato pagato e che si sarebbe vendicato su Iron Fist da solo.
Ward ha quindi iniziato a collaborare con il Maestro Khan. Il Maestro Khan ha mandato il suo seguace, Ferocia, ad aiutare Ward. In seguito, Ward ha arruolato Shades e Comanche, dando a Shades una visiera da tiro laser e Comanche una serie di frecce a effetto per sconfiggere Power Man e Iron Fist. Dopo aver ottenuto la Gemma del Potere di Quon, Ward e i suoi uomini misero la Gemma del Potere su un piedistallo, usandola per riportare il Maestro Khan sulla Terra. Il Maestro Khan poi disse a Ward della Potenza Gemma dell'abilità di Quon di togliere i poteri di Shou-Lao da Iron Fist, che avrebbe dato ai draghi di Khan il potere di uccidere Iron Fist. Il Maestro Khan fu costretto a combattere Iron Fist quando l'attacco Heroes for Hire. Iron Fist fu in grado di distruggere la Gemma del Potere di Quon per mandare il Maestro Khan a K'un-L'un e Ward e i suoi uomini furono arrestati dopo la battaglia.
Dopo che Joy ha appreso la verità su quello che è successo a suo padre, Ward Meachum ha collaborato con Super-Skrull per conquistare la Terra in cambio Ward ha ottenuto la "donna più bella della galassia".
Ward è stato informato da un Oracle Inc. e Phoebe Marrs che l'offerta di Super-Skrull sarebbe orribile per Ward. A causa della paranoia che sviluppò dall'avvertimento di Phoebe, Ward si rivoltò contro gli Skrull sabotando la macchina. Ciò ha portato Super-Skrull a usare la sua pirocinesi per uccidere Ward

## Altri Media
All'interno del Marvel Cinematic Universe, Ward è un protagonista della serie Iron Fist (serie televisiva) e, a differenza della storia editoriale, è fratello di Joey Meachum e figlio di Harold Meachum.
Non appare in The Defenders perché era all'estero per altre questioni.